# San Juan Cacahuatepec
San Juan Cacahuatepec è un comune del Messico, situato nello stato di Oaxaca.